# Silvia Lotti
Silvia Lotti (San Miniato, 17 giugno 1992) è una pallavolista italiana, schiacciatrice del Firenze.

## Carriera

### Club
La carriera di Silvia Lotti comincia in alcuni club minori: nella stagione 2009-10 fa il suo esordio nella pallavolo professionistica con il Verona, in Serie A2, mentre in quella successiva passa al Santa Croce, sempre in serie cadetta.
Nell'annata 2011-12 viene ingaggiata dal Busto Arsizio, in Serie A1, con la quale vince la Coppa Italia, la Coppa CEV e lo scudetto; già nella stagione seguente però viene ceduta nuovamente al club di Verona, in Serie A2; nell'annata 2013-14 passa al San Casciano, sempre in serie cadetta, con cui vince la Coppa Italia di categoria ed ottiene la promozione in massima divisione dopo la vittoria dei play-off promozione: tuttavia resta ancora in Serie A2 per la stagione 2014-2015 giocando per la Beng Rovigo.
Nella stagione 2015-16 torna in massima serie, ingaggiata dalla Savino Del Bene, per poi essere ceduta a metà annata al VolAlto Caserta, in serie cadetta. Si trasferisce in Francia, nel Saint-Cloud Paris SF, per la stagione 2016-17, in Ligue A: a metà annata ritorna tuttavia in patria per giocare con la Hermaea di Olbia, in Serie A2. Milita nella stessa divisione anche per la stagione successiva, che disputa con la Wealth Planet Perugia, e nell'annata 2018-19, iniziata nel Cutrofiano prima di passare, a metà campionato, nell'Olimpia Teodora.
Sempre in seconda serie nazionale, nella stagione 2019-20 è impegnata con la maglia del CUS Torino, in quella successiva con il Soverato e nella stagione 2020-21 con l'Assitec di Sant'Elia Fiumerapido. Nella stagione 2022-23 ritorna in Serie A1 con il Firenze.

### Nazionale
Nel 2009 entra a far parte della nazionale under 18. Nel 2010 con la selezione under 19 vince la medaglia d'oro al campionato europeo, mentre nel 2011 con la under 20 il campionato mondiale.

## Palmarès

### Club
- Campionato italiano: 1

2011-12
- Coppa Italia: 1

2011-12
- Coppa Italia di Serie A2: 1

2013-14
- Coppa CEV: 1

2011-12

### Nazionale (competizioni minori)
- Campionato europeo under 19 2010
- Campionato mondiale under 20 2011